# Homebush Women's International at Sydney Olympic Park 2012
L'Homebush Women's International at Sydney Olympic Park 2012 è stato un torneo di tennis facente parte della categoria ITF Women's Circuit nell'ambito dell'ITF Women's Circuit 2012. Il torneo si è giocato a Sydney in Australia dal 13 al 19 febbraio 2012 su campi in cemento e aveva un montepremi di $25,000.

## Vincitori

### Singolare
Ashleigh Barty ha battuto in finale  Olivia Rogowska con il punteggio di 6–1, 6–3

### Doppio
Arina Rodionova /  Melanie South hanno battuto in finale  Duan Yingying /  Han Xinyun con il punteggio di 3–6, 6–3, [10–8]